# 227997 NIGLAS
227997 NIGLAS este o planetă minoră (asteroid), cu un diametru de 5,909 km, din centura de asteroizi. A fost descoperită pe 16 mai 2007 la Xuyi County⁠(d) de Observatorul de pe Muntele Purpuriu⁠(d) și a fost numită după Nanjing Institute of Geography and Limnology⁠(d). 
Obiectul prezintă o orbită caracterizată de o semiaxă mare de 3,1063096950833 UAi, o excentricitate de 0,034866488650323, o înclinație de 17,437803214043 ° în raport cu ecliptica.